# Асасини
Асасините, наричани от себе си ал-дауа ал-джадида (на арабски: الدعوة الجديدة, „новата доктрина“), и презрително хашишини (الحشاشون) от своите противници, са членове на тайна шиитска секта на исмаилити от направлението низари., които живеели в планините на Персия и Сирия между 1090 и 1275.

## История
Те са военизирана организация, активна в Близкия изток от 8 до 14 век, станала известна със систематичната практика на убийства на политически противници. Основана е от мисионера Хасан ас-Сабах (или Хасан и-Сабах) като Назаритско измаилска държава, която по-късно се нарича асасини. Държавата е формирана 1090 г., когато е превзета крепоста Аламут в сегашен Иран, която служи за седалище на организацията. Замъкът е изграден от предводител Сабах и разрушен през 1256 от монголите. Асасините са представени на западния свят от италианския пътешественик Марко Поло.
След като Хасан и-Сабах се установява в Аламут, негова цел става завладяването на околните крепости в долината Рудбар. Скоро вече ключовите крепости в долината – Маймундиз, Ламасар и други, са превзети, а хората в околностите са посветени в тайнствата на исмаилизма. И не само те, но и почти цяла Персия, като едни от най-големите исмаилитски средища стават Исфахан, Ка'ин и Казвин.
Първата жертва на асасините е Низам ал-Мюлк, великият везир на Селджушкия Халифат. Селджуките са крайни сунити, което ги прави отявлени врагове на асасините-шиити. Низам ал-Мюлк е убит според данните от Бу Тахир Арани. Това е последвано от обсада на Аламут от страна на селджуките, с която Сабах се справя само с около 60 – 70 души.
Почти веднага след като Хасан и-Сабах става Старец от Планината (прозвището „старец“ е въведено от Марко Поло, който погрешно схваща думата „шейх“ като „стар човек“, а не истинското му значение „господар, владетел“), той праща свои хора в Сирия, за да разпространят „Новата Доктрина“, където обаче начинанието му е доста по-трудно. Старецът от планината се надява да отвори втори фронт срещу селджуките като започне от Сирия. Постепенно асасините се установяват в дузина градове там като Алепо например и даже си отвоюват крепости като заплашват с убийство регенти на различни градове. Една от основните им крепости в Сирия е Масяф, който остава техен даже след краха на Аламут през 1256 година. След смъртта на Сабах, най-силният исмаилит и предводител на асасините става Рашид ад-дин Синан от Сирия. Той защитава и удържа Масяф от армията на новопоявилия се султан Салах Ал'дин (Саладин).
Първата християнска жертва на асасините е Конрад дьо Монферат. Благородникът е убит от мъже преоблечени като монаси. Подозренията за това убийство падат и върху английския крал Ричард I. Покушението на Монферат е едно от най-запомнените убийства на исмаилитите. Въпреки страха на християните от асасините, те не са обръщали толкова внимание на кръстоносците, отколкото на другите мюсюлмани, които не са от тяхната секта.
Краят на исмаилитската проповед идва през 1256 година с обсадата на Аламут от монголския хан Хулагу, когато лидер на Персийските асасини е Рукн Ал-дин. След дълги преговори той предава Аламут на монголите, въпреки съпротивляването на някои от неговите воини. Другите крепости в долината оказват лека съпротива, но са смазани от Хулагу.
За разлика от персийските асасини, които са унищожени, сирийските продължават да съществуват. Те никога не достигат отново апогея, който са достигнали по времето на Синан. Стават наемници на християнски и мюсюлмански благородници, докато накрая не се превръщат в една от многото малки ислямски секти. Днес исмаилитите все още съществуват, но не като екстремистка организация, а като търговци и занаятчии.

### Име
Самото име „асасин“ е измислено от кръстоносците, но лежи на арабски корени. Някои смятат, че произхожда от думата „хашишин“, което идва от хашиш. Тази дума обаче не е била използвана от самите членове на сектата и вероятно им е била непозната. Смята се, че измислена от техните врагове. Най-ранният случай за използване на термина „хашишини“ за измаилите е в антиизмаилското послание на Фатимидския режим на Кайро, по-точно на халиф ал-Амир, датирано от 1123 година.  Арабите са мислели, че това тайнствено общество е пушело хашиш и това размивало съзнанието им и ги карало да извършват вероломни убийства. Но не убийствата карат асасинските съседи да мислят, че те пушат хашиш, а тяхната жертвоготовност. Във всичките случаи на убийства, независимо дали на християнин или мюсюлманин, извършителите са били убивани на място. По-интересното е, че изобщо не са оказвали съпротива, казвали са, че умират с радост за своя Повелител – Стареца от планината. Арабите са ги наричали и с други имена – емисари, федаини. Според някои, те са първата терористична организация в Близкия изток. За разлика от техните модерни последователи, асасините подбирали своите жертви строго и никога не са убивали обикновени и случайни хора.